# Donald parachutiste
Série Donald Duck
Pour plus de détails, voir Fiche technique et Distribution.
Donald parachutiste (Sky Trooper) est un court métrage d'animation américain de la série des Donald Duck, sorti le 6 novembre 1942 réalisé par les studios Disney.

## Synopsis
Donald Duck se retrouve sur une base aérienne, pour un entraînement de parachutiste.

## Fiche technique
- Titre original : Sky Trooper
- Série : Donald Duck
- Réalisateur : Jack King
- Scénario : Carl Barks, Jack Hannah
- Voix : Clarence Nash (Donald), Billy Bletcher (Pat)
- Producteur : Walt Disney
- Distributeur : RKO Radio Pictures
- Format d'image : Couleur (Technicolor)
- Son : Mono (RCA Sound System)
- Musique : Frank Churchill
- Durée : 7 min
- Langue : (en)
- Pays :  États-Unis
- Date de sortie : 6 novembre 1942[1]

## Voix françaises
- Sylvain Caruso : Donald Duck
- Michel Vocoret : Sergent Pat Hibulaire

## Commentaires
Dans ce film, Donald est à nouveau confronté à la guerre en raison de la Seconde Guerre mondiale.

## Titre en différentes langues
D'après IMDb :
- Suède : Kalle Anka lär sig flyga